# Iolas
Iolas foi um filho de Antípatro e irmão de Cassandro, acusado de ser o assassino de Alexandre, o Grande.
Alexandre tinha medo de Antípatro e seus dois filhos, Cassandro e Iolas; Iolas era seu copeiro.
Segundo versões que passaram a circular cinco anos depois da morte de Alexandre, este teria sido envenenado por Iolas, filho de Antípatro. Outros afirmaram que Aristóteles havia aconselhado Antípatro a envenenar Alexandre; a fonte desta história seria Hagnotemis, que a ouvira do rei Antígono Monoftalmo. A maioria dos historiadores antigos, porém, dizem que a história do envenenamento de Alexandre é falsa, pois o corpo de Alexandre, enquanto seus generais discutiam entre si, permaneceu puro e fresco, sem mostrar a influência destrutiva do veneno.
Olímpia executou Iolas sob esta acusação de envenenamento, e espalhou as suas cinzas.